# 栄養素 (栄養学)

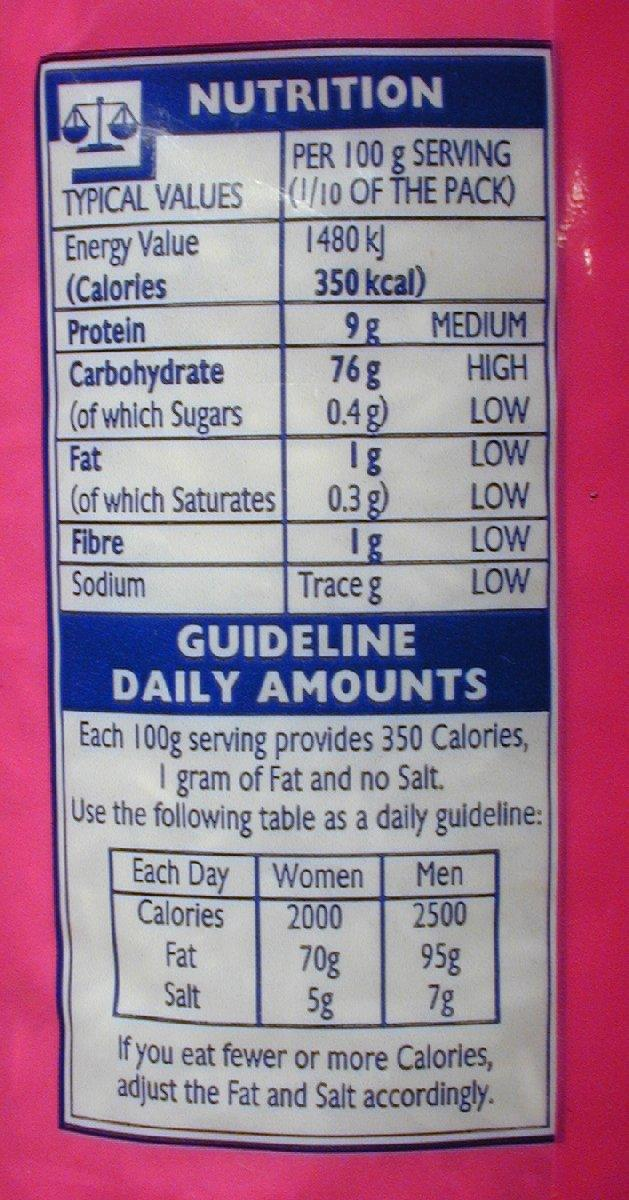
食品表示に書かれた様々な栄養素の含有量

栄養素（えいようそ、nutrient）とは、栄養のために摂取する物質である。生物が代謝する目的で外界から摂取し吸収する

## 三大栄養素
有機栄養素のうち糖質（炭水化物）、タンパク質、脂肪は多くの生物種が利用可能な栄養素であり、「三大栄養素」と呼ばれる。栄養学上、炭水化物のうち人間が消化不能な食物繊維を除いたものを糖質と呼ぶ。三大栄養素のひとつとして炭水化物の語を用いるときは、主に糖質を指す。
- 炭水化物は糖から構成され、構成する糖単位の数によりグルコース（ブドウ糖）・フルクトース（果糖）等の単糖、スクロース（ショ糖）・ラクトース（乳糖）等の二糖、オリゴ糖（少糖）、デンプン・グリコーゲン・セルロース等の多糖に区分される。
- タンパク質はアミノ酸がペプチド結合で連なった高分子化合物である。ヒトは体内で幾つかのアミノ酸を作り出すことができず（必須アミノ酸と呼ばれる）、食事から補給する。タンパク質は消化管で消化酵素の作用により、遊離アミノ酸に分解される。
- 脂肪は一分子のグリセリンと三分子の脂肪酸とがエステル結合で結合した構造をしている。脂肪酸には炭化水素鎖に単結合のみが含まれる飽和脂肪酸と、二重結合が含まれる不飽和脂肪酸とがある。脂肪から代謝誘導される脂質は生物の細胞膜を維持する機能を有している。加えて高等動物は、脂肪を体表近くに皮下脂肪として蓄積することで、体に加えられた打撃を吸収したり、体温調節を行ったりする場合がある。あるいは、体表に皮脂として分泌されることで表皮や毛を健全に維持する役割も有する。

エネルギー量は、脂肪はおよそ9 kcal/g (~37.7 kJ/g)、タンパク質・炭水化物はおよそ4 kcal/g (~16.7 kJ/g)である。

## 代謝を補助する物質
- ミネラルは無機塩などとして補給される元素。必須元素であるナトリウム・マグネシウム・リン・カリウム・カルシウム、微量元素であるクロム・マンガン・鉄・銅・亜鉛・セレン・モリブデン・ヨウ素等がそれに該当する。
- ビタミンは補酵素や補因子として作用する有機物質であり、生合成で不足する場合は摂食される。
- 水は生命が行なう全ての化学反応の溶媒であり、排出された分は摂食により賄なわれる。

また、ヒトなどの腸管内に棲んでいる腸内細菌はビタミンB2・ビタミンB6・ビタミンB12・葉酸・ビオチン・パントテン酸といったビタミンB群や、ビタミンKの合成を行っている。微生物を殺す作用のある抗生物質の投与によって腸内細菌の状況が変化し、体内でビタミンが合成されず、ビタミン不足となることがある。なお、ビタミンB12は動物性食品が由来であるため、厳格な菜食主義者である女性はビタミンB12不足におちいるリスクが高いとされる。
ビタミンDは、ヒトの皮膚に太陽光に含まれる紫外線があたることでも合成される。顔と手のひらだけに紫外線を浴び、7月の日本の北海道札幌、茨城県つくば、沖縄県那覇では、10μgのビタミンD生成に必要な日光浴時間は10～20分であり、12月では、それぞれ139分、41分、14分となり大幅に増加する。紫外線が皮膚に有害となるのはその約2倍から3倍の時間浴びた場合である。

## 機能性食品成分
栄養素のように成長や生命維持に必須ではないが、食品成分のうち生理学的機能を持つものは、栄養素と同等に扱われることがある。日本においては厚生労働省が、食物繊維やカロリーなどの食品の要素についても栄養素と同列に扱い、食事摂取基準の「策定栄養素」に統合し、保健政策の指針として提示している（記事 食生活指針に詳しい）。
言い換えると、生命維持の範囲を超えるものでも、健康の増進と公共の福祉に資するために、保健施策として機能性食品成分の存在や摂取量も重要とみなすことがある。
たとえば、タンパク質(Protein)・脂肪(Fat)・炭水化物(Carbohydrate)のカロリーベースでの摂取バランスのことを、それぞれの頭文字をとってPFCバランスという。この中で、脂肪の比率を25-30%以下に抑えることが、生活習慣病を予防するための食生活指針の考えの一つとなっている。炭水化物は一般的に60%前後ともっとも多く必要だと考えられており、日本の食生活指針では炭水化物を主に提供する食品を主食としている。

### 食物繊維
日本の食事摂取基準で栄養素と定義されるものに、食物繊維がある。食物繊維はヒトが食物として摂取する多糖のうち、難消化性のものである。以前には、例えば玄米には栄養素が多いが食物繊維等の未消化物も多いという理由で、7分搗きに精白した米の摂取を推進するなど、食物繊維は長年役に立たないものと考えられてきた。しかし、1970年前後にバーキット(en:Denis_Parsons_Burkitt)が食物繊維の摂取が少ないと腸の病気が増えるという仮説を報告し、広く認識されていった。今では研究が進んだ結果、食物繊維の有用性が明らかになっている。2003年、世界保健機関(WHO)と国連食糧農業機関(FAO)による「食事、栄養と生活習慣病の予防 」(Diet, Nutrition and the Prevention of Chronic Diseases) では、肥満、2型糖尿病、心臓病のリスクを下げると報告し、玄米のような全粒穀物を薦めている。日本では2000年の「第6次改定日本人の栄養所要量」から、栄養素として公式に摂取量が設定された。

### 栄養の機能と吸収
一般的には古典的な栄養学の考えに基づく義務教育の影響もあり、タンパク質を体の素材になる栄養素、炭水化物と脂肪をエネルギー源、ビタミンを潤滑油、ミネラルを骨や歯の材料と、単純化して理解することが広く行われている。しかし、本質的にはいずれも体を構成する細胞の構成物質として重要である。例えば、細胞の細胞質基質は水のほかにタンパク質を主成分としているが、細胞の内外や細胞小器官を区分する生体膜はリン脂質を主成分としている。細胞表面には細胞の相互認識などに関わる糖鎖が存在するが、これは炭水化物で構成されている。
消化器を持つ生物は口から食品を摂取し、胃や腸で食物を分解し、栄養素として吸収する。ヒトが何らかの理由でこうした通常の食事が行えない場合には、消化管までチューブを通して栄養を送る経管栄養や、点滴静脈注射が行われる。口腔内の粘膜は栄養素を吸収しやすく、消化管経由の消化・吸収よりも素早く血中に物質を送り込める場合があるため、薬剤投与の一経路として利用されている。
例えば、ビタミンB12欠乏症に対して、消化器官からの吸収であるビタミンB12の経口摂取による投与と、口腔内から吸収である舌下からの摂取は、どちらも欠乏症に有効であった。ビタミンC錠剤を飲むよりビタミンC入りのガムを噛んだ場合、血中のビタミンCの上昇が速やかに起こり、また吸収量が多いことが分かった。

## 註・出典
1. ↑  独立行政法人国立健康・栄養研究所監 『基礎栄養学 改訂第2版』 南江堂、2005年10月。ISBN 978-4-524-24206-1。184頁。
2. ↑  『消化・吸収-基礎と臨床 改訂新版』 第一出版、2002年3月。ISBN 978-4804109916。343頁。
3. ↑  Low levels of vitamin B12 may increase risk for neural tube defects (EurekAlert!, 2 Mar 2009)
4. ↑  宮内正厚、中島英彰、平井 千津子「ビタミンD生成に必要な日光照射に伴う皮膚への有害性に関する推定評価」『ビタミン』第88巻第7号、2014年7月、349-357頁。 プレスリリース：太陽紫外線による健康のためのビタミンD生成と皮膚への有害性評価（国立環境研究所）
5. ↑  『食事バランスガイド 厚生労働省・農林水産省決定 フードガイド（仮称）検討会報告書』(PDF) 第一出版、2005年12月。ISBN 4-8041-1117-4。
6. ↑  佐伯矩 『栄養之合理化』 愛知標準精米普及期成会、1930年。
7. ↑  Report of a Joint WHO/FAO Expert Consultation Diet, Nutrition and the Prevention of Chronic Diseases, 2003
8. ↑  第6次改定日本人の栄養所要量について （厚生労働省）
9. ↑  薬の投与法 11章 薬の投与法と体内での動き （メルクマニュアル家庭版）
10. ↑  Amir Sharabi, Eytan Cohen, Jaqueline Sulkes et al. "Replacement therapy for vitamin B12 deficiency: comparison between the sublingual and oral route" British Journal of Clinical Pharmacology Vol56(6), December 2003, pp635-638. PMID 14616423
11. ↑  安田和人、平岡真美、横溝和宏 「チューインガム中のビタミンCの吸収」『医療と検査機器・試薬』27(2), 2004, pp71-74